# Cantó de Rumigny
El cantó de Rumigny és un cantó francès del departament de les Ardenes, situat al districte de Charleville-Mézières. Té 23 municipis i el cap és Rumigny.

## Municipis
- Antheny
- Aouste
- Aubigny-les-Pothées
- Blanchefosse-et-Bay
- Bossus-lès-Rumigny
- Cernion
- Champlin
- L'Échelle
- Estrebay
- La Férée
- Flaignes-Havys
- Le Fréty
- Girondelle
- Hannappes
- Lépron-les-Vallées
- Liart
- Logny-Bogny
- Marby
- Marlemont
- Prez
- Rouvroy-sur-Audry
- Rumigny
- Vaux-Villaine

## Història
| Data d'elecció                           | Identitat        | Partit        | Qualitat |
| ---------------------------------------- | ---------------- | ------------- | -------- |
| 1945-1955                                | M. Degalle       | Divers droite |          |
| 1955-1973                                | René Crasquin    | Divers droite |          |
| 1973-1974                                | M. Piernas       | RI            |          |
| 1974-1978                                | Camille Titeux   | PS            |          |
| 1978-1992                                | Raymond Dervin   | PS            |          |
| 1992-2004                                | Xavier Coffart   | UDF           |          |
| 2004-                                    | Patrick Demorgny | Divers droite |          |
| les dades anteriors no són pas conegudes |                  |               |          |
|                                          |                  |               |          |

## Demografia
| A partir de 1990: Població sense dobles comptes |